# 王大閎
王大閎（1917年7月6日—2018年5月28日）:60，原籍廣東東莞，出生於北京。臺灣建築師、作家與翻譯家，建築作品有國立國父紀念館以及「國立故宮博物院競圖原案」。

## 生平
王大閎1917年7月6日生於北京，於上海與蘇州長大。父親是法學家王寵惠。蘇州景海小學畢業後，先後就讀南京金陵中學與蘇州東吳初中。1930年，隨父親前往海牙工作，進入瑞士栗子林中學（或稱夏德乃中學、夏德美中學）就讀，1936年就讀於英國劍橋大學，原先主修機械，後來改為建築。1940年因歐洲局勢不穩，在父親安排下赴美。:2491941年進入美國哈佛大學建築研究所攻讀。:61-671942年哈佛畢業，受駐美大使魏道明邀請，擔任華盛頓中國駐美大使館隨員。:701944年10月，美國雜誌《室內》邀約發表作品，1945年1月，作品《城市中庭住宅》(The Atrium Town House)發表。:701947年，在上海與陳佔祥、黃作燊、鄭觀萱、陸謙受共同成立五聯建築師事務所。:701949年王大閎前去香港，1952年春天遷居臺北。:711953年，在父親支持下成立大洪建築師事務所。:82
英國劍橋大學建築系學士與美國哈佛大學建築碩士的背景，使他成為台灣第一位完整接受西方現代性建築教育的建築師。而在哈佛大學研究所就學時，受教於德國現代建築大師沃爾特·格羅佩斯（之前擔任包浩斯校長）與密斯·凡·德羅，也與另兩位知名建築師貝聿銘與菲力普·強生是同班同學。:69
1961年完成臺大活動中心暨週邊禮堂規畫案，1969年二期工程完工。1967年完成登陸月球紀念碑設計案。:250。4月，王大閎因臺大活動中心建築獲得第一屆建築金鼎獎十大優秀建築師，同屆獲獎的還有林慶豐、陳仁和、陳其寬、修澤蘭、沈祖海、楊卓成。
2009年，王大閎因引領台灣現代建築運動，建築設計中融入傳統人文思想，帶有文化性及藝術性，以及其整體作品對台灣現代建築發展史的標竿性，獲頒第十三屆國家文藝獎。2013年又獲得行政院文化獎。
晚年因中風臥病在床，2018年5月28日於睡夢中辭世，享嵩壽101歲。

## 家庭
- 1953年底王大閎與第一任妻子王美惠訂婚，1954年1月結婚，12月長女王依仁出生。[3]:84、2501957年2月，長子王守正出生。[3]:2501964年王大閎與王美惠離婚。[3]:86[3]:250
- 1965年與第二任妻子林美麗結婚。[3]:2501966年1月次子王海琪出生。[3]:2501968年7月，次女王依恩出生。[3]:250

## 外界評論
王大閎在臺灣創下三項第一：
- 第一幢預力懸臂結─淡水高爾夫球場餐廳。
- 第一幢帷幕牆大樓─亞洲水泥大樓。
- 第一幢樓中樓住宅大廈─良士大廈。[10]:91-93

## 建築作品
中華民國（臺灣）
| 城市   | 作品 | 圖片         |
| ------ | --- | ------------ |
| 台北市 | 王大閎自宅（1953年，已拆；2017年於臺北市立美術館旁美術公園原樣重建）                                                     | 原貌重建     |
| 台北市 | 仰德大道日本駐華大使官邸 （1953年）                                                                                      |              |
| 台北市 | 國立台灣大學漁業陳列館（1954年）                                                                                         |              |
| 台北市 | 國立臺灣大學化學系館（1957年建前棟，原名理化大樓，1965年建後棟，原名化學中心，後棟原供化學研究推動中心使用，兩棟皆已拆） |              |
| 台北市 | 國立台灣大學考種館（1959年）                                                                                             |              |
| 澎湖縣 | 馬公中油辦公大樓（1960年，已拆）                                                                                         |              |
| 台北市 | 國立臺灣大學第一學生活動中心（1961年）                                                                                   |              |
| 桃園市 | 台北監獄（龜山監獄）總辦公室、工廠、禮堂（1961年）                                                                       |              |
| 台北市 | 國立臺灣大學化學工程館（1961年，1971年擴建東西兩側）                                                                     |              |
| 台北市 | 國立臺灣大學地質科學館（1962年）                                                                                         |              |
| 新北市 | 淡水高爾夫球俱樂部（1963年）                                                                                             |              |
| 台北市 | 國立臺灣大學法學院圖書館（1963年）                                                                                       |              |
| 台北市 | 林語堂宅（1963年，現為林語堂故居）                                                                                       | 林語堂宅     |
| 高雄市 | 中國石油公司高雄煉油廠中山堂（1964年）                                                                                   |              |
| 台北市 | 虹廬（1964年），歷史建築                                                                                                 |              |
| 高雄市 | 臺灣銀行高雄加工出口區分行（1965年）                                                                                     |              |
| 台北市 | 亞洲水泥大樓（1966年）                                                                                                   | 亞洲水泥大樓 |
| 台北市 | 國立臺灣大學女生第九宿舍（1966年）                                                                                       |              |
|        | 台灣銀行烏來線金庫及辦公室（1966年）                                                                                     |              |
|        | 萬興大樓（1967年） |              |
|        | 南橋化學公司辦公大樓（1967年）                                                                                           |              |
| 高雄市 | 物資局高雄倉庫（1967年，蓬萊路32號）                                                                                     |              |
| 新北市 | 艾斯赫工業公司淡水廠房（1967年）                                                                                         |              |
|        | 登月紀念碑計畫案（1968年）                                                                                               |              |
| 桃園市 | 登泰工業公司新建桃園廠廠房中壢工業園區（1968年）                                                                         |              |
| 新北市 | 亞東技術學院新建教學大樓及圖書館(紀念館)（1968年）                                                                       |              |
| 台北市 | 士林福樂冷飲部（1968年，已拆）                                                                                           |              |
|        | 聯福製衣公司廠房（1969年）                                                                                               |              |
| 台北市 | 天母新社區牛惠臨宅（1969年，已拆）                                                                                       |              |
| 台北市 | 國立臺灣大學歸國學人宿舍（1970年，長興街60、62號）                                                                       |              |
| 台南市 | 基督教台南區大專服務中心(1970，台南市東區長榮路三段133號台南大專中心)                                                    |              |
|        | 良士大樓（1970年） |              |
| 台北市 | 中華民國教育部辦公樓（1971年）                                                                                           |              |
| 台北市 | 松山機場擴建案（1971年，合作設計）                                                                                       |              |
| 台北市 | 國立臺灣大學綜合教室及綜合大禮堂（1972年）                                                                               |              |
| 台北市 | 中華民國外交部辦公樓（1972年建前棟，1985年建後棟）                                                                       | 外交部大樓   |
| 台北市 | 國立國父紀念館（1972年）                                                                                                 | 國父紀念館   |
|        | 鴻霖大廈（1972年） |              |
| 高雄市 | 高雄中鋼公司辦公樓宿舍（1972年）                                                                                         |              |
| 台北市 | 中央研究院生物化學研究所大樓（1974年第一期完工，1977年第二期完工，設於台灣大學）                                         |              |
| 台北市 | 中央研究院植物研究所李先聞紀念館（1975年）                                                                               |              |
| 台北市 | 中央研究院三民主義研究所大樓（1976年）                                                                                   |              |
| 台北市 | 國立臺灣大學農藝館（1976年）                                                                                             |              |
| 台北市 | 張群宅（1977年，現為張群故居，市定古蹟）                                                                                 |              |
| 台北市 | 中央研究院數學研究所大樓（1977年）                                                                                       |              |
| 台北市 | 慶齡工業研究中心大樓（1977年，設於台灣大學）                                                                             |              |
| 台北市 | 天母弘英別墅公寓（1979年）                                                                                               |              |
| 台北市 | 仁愛路東門基督教會長老教堂（1980年）                                                                                     |              |
| 台北市 | 中央研究院資訊科學研究所大樓（1980年）                                                                                   |              |
| 高雄市 | 臺灣銀行高雄宿舍（1981年）                                                                                               |              |
| 台北市 | 東吳大學城中校區鑄秋大樓（1981年）                                                                                       |              |
| 台北市 | 中央研究院歐美聯合大樓（1982年）                                                                                         |              |
| 台南市 | 國立成功大學中文系館(1984年)                                                                                             |              |
| 台北市 | 中央研究院歷史文物陳列館（1984年）                                                                                       |              |
| 台北市 | 中央研究院分子生物研究所大樓（1985年）                                                                                   |              |
| 台北市 | 中央研究院學人宿舍（1987年）                                                                                             |              |
| 台北市 | 國立臺灣大學衛生保健及醫療中心（1987年）                                                                                 |              |
| 台北市 | 東吳大學雙溪校區校門（1989年）                                                                                           |              |
| 台中市 | 陳夏雨宅（1995年） |              |
| 新北市 | 板橋雙十/文化路集合住宅案                                                                                                |              |
| 高雄市 | 高雄澄清湖某私宅(待證實是否為王大閎作品)                                                                                 |              |

已登錄文化資產的建築
- 亞洲水泥大樓：臺北市歷史建築
- 松山機場第一航廈：臺北市歷史建築
- 虹廬：臺北市歷史建築
- 外交部辦公大樓：臺北市歷史建築
- 張羣故居：臺北市市定古蹟
- 國立國父紀念館：臺北市市定古蹟
- 臺大法學院：原臺灣總督府臺北高等商業學校，臺北市市定古蹟名為「臺大法學院」，其中的舊圖書館為王大閎設計

## 著作、譯作
- 王大閎作品集   台南：啟源大書局出版
- 《杜连魁》台北：九歌出版社，1993年，ISBN 9789575602383
  - 王大闳将《道林·格雷的画像》译写为《杜连魁》，场景亦转换为当时的台北。1977年出版。王大閎轉換場景，移花接木的譯法並不常見，但是出版後受到知識界的喜愛。[14]原書絕版，曾收錄於《無照駕駛:建築家的私文學》合輯中，於2013年由台北田園城市出版。
- 《銀色的月球》台北：台兆國際，2008年，ISBN 9789868453104
- 《幻城 phantasmagoria》(原著為英文，王秋華譯)台北：典藏藝術家庭，2013年，ISBN 9789866049347

## 參照
- 建築師列表
- 影響200
- 現代主義建築
- 中國建築
- 臺灣建築
- 包浩斯
- 國立國父紀念館
- 國立臺灣大學第一學生活動中心

## 延伸閱讀
王大閎作品集  台南 啟源書局
- 徐明松，《王大閎: 永恆的建築詩人》，台北：木馬文化，2007年 ISBN 978-986-697-338-3
- 徐明松、倪安宇，《靜默的光，低吟的風：王大閎先生》，台北：遠景，2012年 ISBN 978-957-390-824-1
- 王大閎等18人，《世紀 王大閎》，台北：典藏藝術家庭，2018年 ISBN 978-986-961-557-0

## 外部連結
- 台灣建築大觀園中的王大閎
- 許財華、 楊裕富，〈王大閎(與大師對話系列專輯之(二)- 以設計文化符碼理論解析)〉
- 準建築人手札 （页面存档备份，存于）
- 王大閎自宅（原貌重建） （页面存档备份，存于）
- 北美館：王大閎建築劇場 （页面存档备份，存于）